# Bosutów
Bosutów is een plaats in het Poolse district Krakowski, woiwodschap Klein-Polen. De plaats maakt deel uit van de gemeente Zielonki en telt 672 inwoners (samen met Bosutów-Boleń).